# Thorsten Petry
Thorsten Petry (* 1976 in Herborn) ist ein deutscher Wirtschaftswissenschaftler und Professor für Unternehmensführung im Studiengang Media Management an der Hochschule RheinMain.

## Leben
Petry erwarb 1995 das Abitur an der Fürst-Johann-Ludwig-Schule in Hadamar. Von Oktober 1996 bis Dezember 2001 studierte er Betriebswirtschaftslehre an der Justus-Liebig-Universität Gießen, wo er 2006 auch zum Dr. rer. pol. promoviert wurde. Vor, während und nach der Promotion war er als Managementberater tätig. Seit September 2009 ist er Professor an der Hochschule RheinMain in Wiesbaden. Dort lehrte er zunächst Strategie, Organisation und Personalmanagement an der Wiesbaden Business School (WBS) und leitete den Bachelor- und Masterstudiengang International Management. Seit Oktober 2018 hat er eine Professur für Unternehmensführung im Studiengang Media Management inne.

## Schriften
- Netzwerkstrategie. Kern eines integrierten Managements von Unternehmungsnetzwerken. Deutscher Universitäts-Verlag, 2006, ISBN 3-8350-0500-6.
- als Mitautor: Wertschöpfungsorientierte Organisation. Architekturen – Prozesse – Strukturen. Springer-Gabler Verlag, 2012, ISBN 978-3-8349-2537-4.
- Enterprise 2.0 – die digitale Revolution der Unternehmenskultur: Warum Personalmanager jetzt gefordert sind. Luchterhand-Verlag, 2012, ISBN 978-3-472-08015-2.
- als Mitautor: Organisation. Gestaltung wertschöpfungsorientierter Architekturen – Prozesse – Strukturen. Springer-Gabler Verlag, 2016, ISBN 978-3-658-17168-1.
- Digital Leadership. Erfolgreiches Führen in Zeiten der Digital Economy. Haufe-Verlag, 2016, ISBN 978-3-648-08057-3.
- Digital HR. Smarte und agile Systeme, Prozesse und Strukturen im Personalmanagement. Haufe-Verlag, 2018, ISBN 978-3-648-10928-1.